# Parastenocaris brevipes
Parastenocaris brevipes är en kräftdjursart som beskrevs av Kessler 1913. Parastenocaris brevipes ingår i släktet Parastenocaris och familjen Parastenocarididae. Inga underarter finns listade i Catalogue of Life.